# HessenArchäologie
hessenArchäologie. Jahrbuch für Archäologie und Paläontologie in Hessen heißt ein Periodikum, herausgegeben vom Landesamt für Denkmalpflege Hessen, Abteilung für Archäologische und Paläontologische Denkmalpflege, die sich in Kurzform als hessenARCHÄOLOGIE bezeichnet. Es erscheint seit 2001 im Konrad Theiss Verlag. 
Jährlich wird ein hessenARCHÄOLOGIE-Tag veranstaltet, in dem das aktuelle Jahrbuch und daraus ausgewählte Vorträge präsentiert werden. Die öffentliche und kostenfreie Tagung wendet sich nicht nur an Wissenschaftler, Studierende und ehrenamtliche Mitarbeiter, sondern auch an alle Bürgerinnen und Bürger, die sich für die Archäologie in Hessen interessieren. Das Fachprogramm wird mit Exkursionen und einem Abendvortrag zur Archäologie und Geschichte der Region unterfüttert, in der diese Veranstaltung stattfindet. Es ist Tradition, dass die Tagung jährlich an einem anderen Ort in Hessen stattfindet, da sich die Landesarchäologie in den Regionen als Partner der kultur- und strukturpolitischen Entwicklung des Landes und seiner Kreise versteht.

## Bände
- hessenARCHÄOLOGIE. Jahrbuch für Archäologie und Paläontologie in Hessen 1, 2001 ff. ISSN 1610-0190
- Sonderband 1. Quer durch Hessen. Archäologie entlang der Ferngasleitung 83. 2012, ISBN 978-3-8062-2605-8
- Sonderband 2. Neustart – Hessische Landesarchäologie 2001–2011. Konzeption – Themen – Perspektiven. 2012, ISBN 978-3-8062-2606-5